# Jean Sibelius
Jean Sibelius, właśc. Johan Julius Christian Sibelius (ur. 8 grudnia 1865 w Hämeenlinna, zm. 20 września 1957 w Järvenpää) – fiński kompozytor, wolnomularz. Uważany jest za twórcę narodowego stylu w muzyce fińskiej.

## Życiorys
Urodził się w szwedzkojęzycznej rodzinie jako Johan Julius Christian Sibelius. Pomimo szwedzkiego pochodzenia rodzice posłali go do fińskojęzycznej szkoły. Od 1885 roku studiował prawo na Uniwersytecie Helsińskim, następnie zaś kompozycję u Szweda M. Wegeliusa i grę na skrzypcach. Przez dwa lata (1889/1890) był uczniem A. Beckera w Berlinie. W 1890/1891 w Wiedniu u R. Fuchsa i K. Goldmarka, po czym wrócił do Finlandii. Niedługo potem stworzył pierwsze dzieła (Kullervo 1892, 4 legendy z Kalevali 1895), które odniosły duży sukces. Podróżował po Europie (Wielka Brytania, Niemcy, Włochy) i USA.
W swej twórczości nawiązywał do fińskiego folkloru, czerpał także inspirację z poezji i literatury narodowej. Komponował utwory na skrzypce, wiolonczelę, fortepian oraz poematy symfoniczne takie jak: Pieśń wiosenna i Finlandia. Ta ostatnia stała się bardzo popularna w Finlandii i rozbudziła uczucia patriotyczne wśród Finów. Poważnie zaniepokoiło to władze Imperium Rosyjskiego, które rozpoczęły rusyfikację należącej w tym czasie do terytorium rosyjskiego Finlandii. Inne dzieła kompozytora: Oceanidy op. 73 (1914), suita Karelia op. 11 (1893) i (ostatnie) poemat symfoniczny Tapiola op. 112 (1926). 
Po roku 1926 Sibelius przestał komponować i osiadł w swoim domku (który nazwał imieniem swojej żony – Ainola), w pobliżu którego został też pochowany. W 1950 roku odznaczony został Krzyżem Wielkim Orderu Białej Róży Finlandii.

## Symfonie
- I Symfonia e-moll, op. 39(inne języki) (1899)
- II Symfonia D-dur, op. 43(inne języki) (1902)
- III Symfonia C-dur, op. 52(inne języki) (1906)
- IV Symfonia a-moll, op. 63(inne języki) (1911)
- V Symfonia Es-dur, op. 82(inne języki) (1915–1919)
- VI Symfonia d-moll, op. 104(inne języki) (1923)
- VII Symfonia C-dur, op. 105(inne języki) (1924)

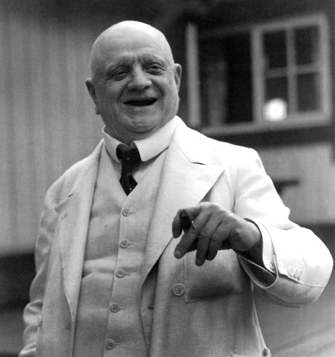
Sibelius w 1938 roku.

## Upamiętnienia
Nazwisko tego fińskiego kompozytora stało się nazwą planetoidy, odkrytej w 1936, przez Yrjö Väisälä – (1405) Sibelius. Na jego cześć nazwano również ulicę w Gdyni w dzielnicy Cisowa.